# Édouard Fétis

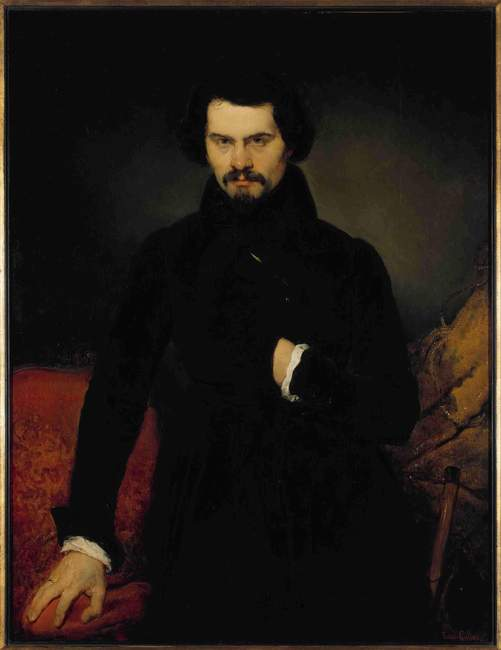
Édouard Fétis, porträtterad av Louis Gallait 1835.

Édouard Louis François Fétis, född 1812 i Bouvignes, död den 31 januari 1909 i Bryssel, var en belgisk biblioteksman, son till François-Joseph Fétis.
Fétis, som från 1838 var konservator vid kungliga biblioteket i Bryssel, utmärkte sig som skriftställare (Histoire des musiciens belges, 2 band 1848 och Splendeurs de l'art en Belgique, 1848, tillsammans med Moke och van Hasselt, med mera).